# Giuseppina Maturani
Giuseppina Maturani detta Pina (Giuliano di Roma, 3 giugno 1950) è una politica italiana.

## Biografia
Nata a Giuliano di Roma (Frosinone), ma vive a Roma.

### Attività politica
Nel 2003 viene eletta Consigliere provinciale a Roma, nelle liste dei Democratici di Sinistra.
Nel 2008, rieletta Consigliere con il Partito Democratico, diviene Presidente del Consiglio provinciale di Roma, carica che mantiene sino al 7 dicembre 2012, quando si dimette per candidarsi alle elezioni politiche.

#### Elezione a senatore
Alle elezioni politiche del 2013 viene eletta al Senato della Repubblica, in regione Lazio, nelle liste del Partito Democratico.
Durante la XVII Legislatura è stata vicecapogruppo del PD in Senato.
Alle elezioni politiche del 2018 è ricandidata al Senato della Repubblica, nel collegio uninominale di Roma-Portuense sostenuta dalla coalizione di centro-sinistra.Viene sconfitta dal candidato del centro-destra Paola Binetti, non venendo rieletta in Parlamento.